# Michael Arivony
Michael Arivony (ursprünglich Michael Rakotoarivony, * 1993) ist ein madagassischer Opern- und Konzertsänger in der Stimmlage Bariton.

## Biografie
Michael Arivony studierte an der Royal Academy of Music in London und schloss dort 2018 sein Bachelorstudium mit Auszeichnung ab. Neben Gesang erlernte er auch Orchesterdirigieren und leitete drei Jahre lang das St. Bartholomew’s Chamber Music Orchestra in London. Bei weiteren Studien an der Hochschule für Musik Franz Liszt Weimar war ihm im Zusammenwirken mit der Pianistin Teodora Oprisor das Liedrepertoire ein wichtiger Schwerpunkt. An der Heidelberg Lied Akademie unter der Leitung von Thomas Hampson konnte er dies vertiefen.
Von 2020 bis 2022 war er Mitglied des Opernstudios der Wiener Staatsoper und wirkte u. a. als Dancaïre in Carmen und als Figaro in einer Kinderversion von Rossinis Il barbiere di Siviglia sowie bei der Abschiedsgala von José Carreras mit. Seit der Spielzeit 2022/2023 ist er Ensemblemitglied dieses Hauses und war u. a. als Lescaut in Jules Massenets Oper Manon, als Dottore Malatesta in Gaetano Donizettis Don Pasquale, als Dandini in Rossinis La cenerentola und als Sebastian in Thomas Adès’ The Tempest zu erleben. Sein Debüt bei den Salzburger Festspielen gab er 2024 als Mr. Astley in Prokofjews Der Spieler. An der Volksoper Wien stellte er 2025 den Figaro in Le nozze di Figaro dar.

## Preise und Auszeichnungen
- 3. Preis beim Wettbewerb "Das Lied", Heidelberg 2019.[11]
- 1. Preis beim Internationalen Liedduowettbewerb in Groningen, 2020.[12]
- Finalist bei BBC Cardiff Singer of the World, 2021.[13]
- 3. Preis und Publikumspreis beim Helmut-Deutsch-Liedwettbewerb, Wien 2021.[14]
- 2. Preis beim Hans Staud Musikpreis, Wien 2022[15]